# Saint-Thomas-la-Garde
Saint-Thomas-la-Garde is een gemeente in het Franse departement Loire (regio Auvergne-Rhône-Alpes) en telt 517 inwoners (1999). De plaats maakt deel uit van het arrondissement Montbrison.

## Geografie
De oppervlakte van Saint-Thomas-la-Garde bedraagt 3,4 km², de bevolkingsdichtheid is 152,1 inwoners per km².
De onderstaande kaart toont de ligging van Saint-Thomas-la-Garde met de belangrijkste infrastructuur en aangrenzende gemeenten.

## Demografie
Onderstaande figuur toont het verloop van het inwonertal (bron: INSEE-tellingen).